# NGC 4655
NGC 4655 је спирална галаксија у сазвежђу Ловачки пси која се налази на NGC листи објеката дубоког неба.
Деклинација објекта је + 41° 1' 9" а ректасцензија 12h 43m 36,4s. Привидна величина (магнитуда) објекта NGC 4655 износи 14,4 а фотографска магнитуда 15,2. NGC 4655 је још познат и под ознакама MCG 7-26-42, CGCG 216-21, NPM1G +41.0304, PGC 42823.